# Café de la Bourse
Pour les articles homonymes, voir Café de la Bourse (homonymie).
Le Café de la Bourse est un édifice de style éclectique construit en 1874 à Bruxelles en Belgique par l'architecte Émile Janlet, à la suite des travaux de voûtement de la Senne et à la création des « boulevards du Centre ».
L'immeuble a remporté le deuxième prix du concours d'architecture organisé par la Ville de Bruxelles en 1872-1876.

## Localisation
L'immeuble se dresse au numéro 78 du boulevard Anspach, en face du palais de la Bourse.

## Historique

### Voûtement de la Senne et création des boulevards du Centre
Décrite, au XVIIIe siècle encore, comme une rivière au « cours utile et agréable », la Senne n'est plus, au siècle suivant, qu'un « dépotoir, non seulement des industries groupées sur ses bords, mais de toutes les maisons riveraines ».
En 1865, le roi Léopold II, s'adressant au jeune bourgmestre de Bruxelles Jules Anspach, formule le vœu que Bruxelles « réussira à se débarrasser de ce cloaque qu'on appelle la Senne » avant la fin de son règne.
En octobre 1865, le conseil communal de la ville de Bruxelles adopte un projet établi par l'architecte Léon Suys qui vise à supprimer les bras secondaires de la rivière, à rectifier le cours sinueux de son bras principal et à le voûter entre la gare du Midi et le nord de la ville.
C'est ainsi qu'apparaissent les boulevards du centre (nommés initialement boulevard du Hainaut, Central, du Nord et de la Senne et renommés ultérieurement boulevard Lemonnier, Anspach, Max et Jacqmain).

### Concours d'architecture
Afin de stimuler la reconstruction aux abords de ces boulevards, la Ville de Bruxelles organise deux concours d'architecture pour les périodes 1872-1876 et 1876-1878, en laissant la plus grande liberté aux architectes : aucune unité de style n'est recherchée ni imposée et la composition monumentale sera de facto éclectique tout au long de cette immense perspective.

### Construction
C'est dans ce contexte de création des « boulevards du Centre » que l'architecte Émile Janlet conçoit le Café de la Bourse en 1874.
Il remporte le deuxième prix du concours d'architecture organisé par la Ville de Bruxelles en 1872-1876, derrière la Maison des Chats de l'architecte Henri Beyaert.

### Classement
L'immeuble fait l'objet d'un classement au titre des monuments historiques depuis le 28 avril 1994 sous la référence 2043-0222/0.

## Architecture

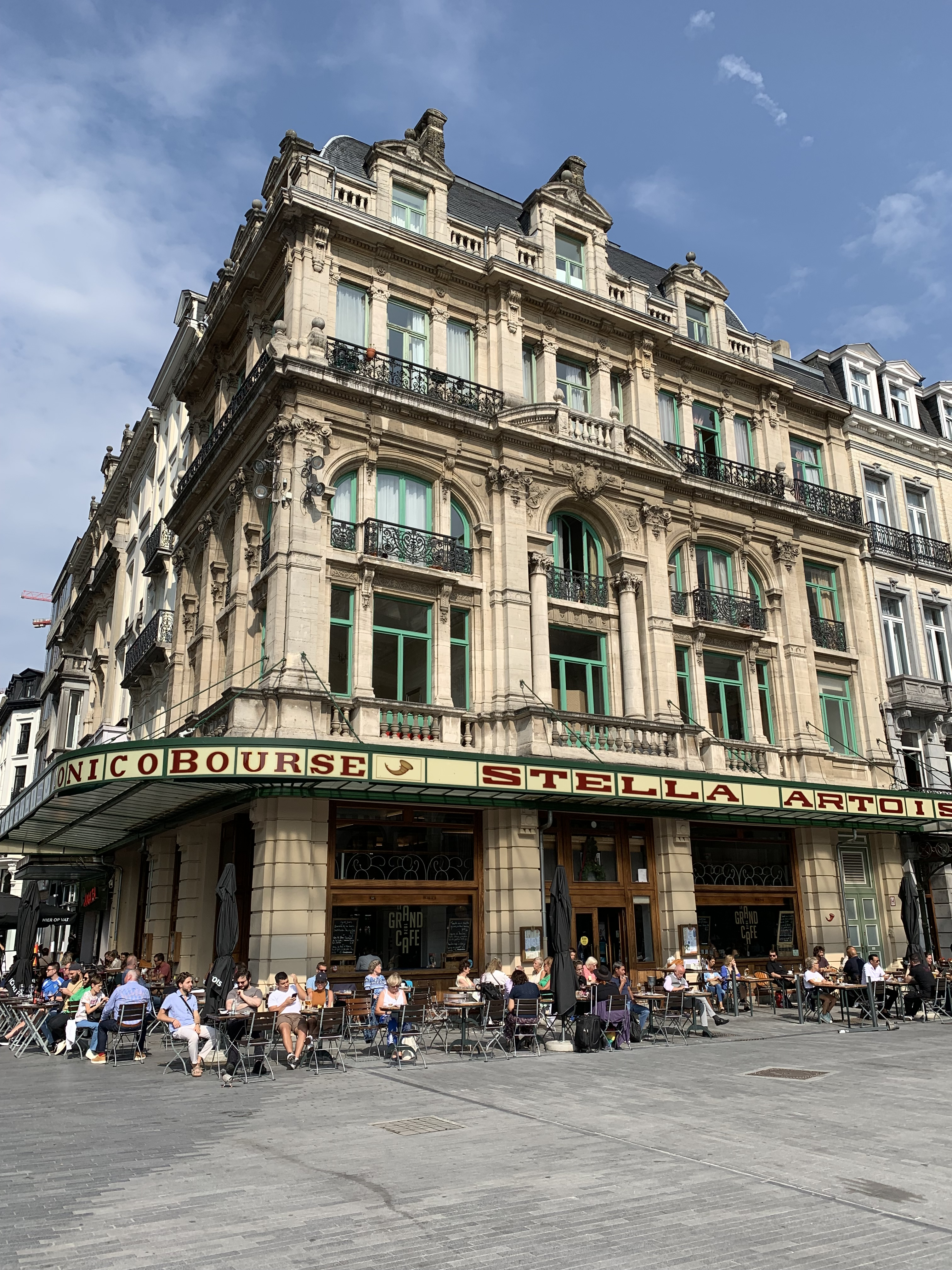
Le Café de la Bourse en 2024, après restauration.

## Accès
Le Café est desservi par les stations de prémétro De Brouckère et Bourse.